# Пісняр-лісовик золотощокий
Пісняр-лісовик золотощокий (Setophaga chrysoparia) — вид горобцеподібних птахів родини піснярових (Parulidae). Поширений у Північній Америці.

## Поширення
Гніздовий ендемік Техасу. Птах розмножується у зрілих ялівцевих (Juniperus ashei) і змішаних дубових (Quercus spp.) лісах на плато Едвардс у Центральному регіоні Техасу. Осінню вони мігруватимуть разом з іншими видами співочих птахів уздовж східного узбережжя Мексики, інколи досягаючи Нікарагуа. До Техасу повертаються у березні.

## Опис
Довжина дорослих особин 11-12 см. Є невеликий статевий диморфізм. Дорослі самці жовтолиці з чорною трансокулярною смугою. Верх (від чола до хвоста), горло і груди чорні, з двома білими смугами на кожному крилі і білими пір'ям на хвості. Черево і боки білі, з деякими чорними плямами. Самиці схожі на самців, але з оливковим верхом, вкрапленим чорнуватими, жовтуватими горлом і грудьми.